# Élections générales espagnoles de 1899
Les élections générales espagnole de 1899 sont les élections à Cortès convoquées le 16 avril 1899, durant la régence de Marie-Christine d'Autriche, au suffrage universel masculin. Il s'agit des 8es élections sous l’égide de la Constitution de 1876, les 9es de la Restauration.
Comme lors de toutes les élections de la Restauration, elles donnent la majorité au parti nouvellement nommé au gouvernement, en l'occurrence le Parti libéral, gouvernement présidé par Francisco Silvela. Le résultat était en effet en grande partie déterminé à l'avance (« encasillado ») grâce à la fraude électorale systématique réalisée via le réseau de caciques déployé sur tout le territoire. En effet, dans le régime politique de la Restauration, les gouvernements changeaient avant les élections et non après, comme c'est normalement le cas dans un régime parlementaire,,.

## Caractéristiques
Le 16 mars 1899, à la suite du processus de normalisation convenu entre les principales forces politiques, les Chambres sont dissoutes et des élections législatives sont convoquées.
Le nombre d'électeurs pour ces élections est inconnu, tous de sexe masculin âgés de plus de 25 ans. 402 députés sont élus les 16 et 31 avril 1899.

## Résultats
Le taux d'abstention est inconnu et, comme c'était courant à l'époque, on suppose les résultats massivement manipulés, étant donné la victoire écrasante des conservateurs dynastiques, qui obtiennent une majorité très confortable de 222 sièges afin d'exercer le gouvernement.
| Parti / Faction                  | Sièges |
| -------------------------------- | ------ |
| Conservateurs et ministériels    | 222    |
| Libéraux                         | 93     |
| Gamacistas (libéraux dissidents) | 29     |
| Républicains                     | 18     |
| Indépendants                     | 12     |
| Tetuanistas                      | 11     |
| Carlistes                        | 3      |
| Romeristas                       | 3      |
| Non identifiés                   | 11     |